# Naves Dardo Wraith
En el universo ficticio de Stargate Atlantis, los Dardos de los wraith son unas pequeñas y veloces, naves monoplaza utilizadas por los Wraith, normalmente para "recolectar".

## Datos Técnicos
Tamaño: Los dardos tienen aproximadamente el tamaño de los Puddle Jumpers (aunque parecen ser más largos), y como estos tienen la habilidad de cruzar el Stargate.
Armas: Las únicas armas que los dardos poseen son dos cañones de energía que disparan en cortas ráfagas de forma similar a las armas de proyectiles pero mucho más potentes. Un acierto de lleno con una ráfaga del arma de energía de un dardo es capaz de destruir un Puddle Jumper instantáneamente. No tienen ningún tipo de arma autoguiada, lo que significa una gran desventaja en un combate contra un Puddle Jumper de Atlantis (Los cuales poseen armamento que apunta y maniobra para impactar contra un objetivo, los drones) o un F-302 (que posee armas similares, misiles). Los dardos también vienen equipados con un dispositivo de autodestrucción, y pueden ser equipados para misiones de reconocimientos en el espacio profundo como en "La Hermandad".
Sistemas defensivos: En términos defensivos los dardos son muy vulnerables: no tienen escudos y parecen estar construidos con un material relativamente débil tanto es así, que ha sido probado que con un fuego de poca potencia como el de un arma M249 SAW es suficiente para causar que un dardo se estrelle. Además los Puddle Jumpers pueden derribarlos con un solo dron.
Rayo de recolección: Ya que la principal misión de un dardo es recolectar humanos, están equipados con rayos de teletransporte que barren el terreno desmaterializando cada ser que entre en el rayo sin ser este dañado. La gente es almacenada en forma de energía debido a que el escaso espacio en el interior del dardo y pueden ser más tarde remateriaizados. La gente rematerializada normalmente pierde el conocimiento. Aunque he sido demostrado que la gente que tiene la enzima de los Wraith en su organismo no pierde la consciencia al rematerializarse.
Cabina: Puesto que los dardos están hechos para atravesar el Stargate, están equipados con su propio Sistema de Llamada a Casa, como los Puddle Jumpers, para marcar en el Stargate más cercano. Además, la cubierta parece ser algún tipo de campo de energía que protege al piloto y se vuelve totalmente opaca al activarse. Para pilotar, la cubierta de la cabina es también utilizada como un mostrador de información gigante, proyectando en el techo de la cabina todos los datos necesarios (en lenguaje Wraith) para poder hacer volar al dardo.
Construcción: Como el resto de las naves Wraith, el dardo tiene un diseño orgánico. Si la cubierta de la cabina no está activada, el espacio alrededor de la cabina parece estar hecho de huesos.
Proceso de aterrizaje: Cuando el dardo se aproxima a una nave colmena, está activa automáticamente el piloto automático para que el dardo aterrice como los Puddle Jumpers hacen cuando se acercan a Atlantis o a un Stargate, para así permitir un aterrizaje más sencillo. Si el dardo tiene algo almacenado en su dispositivo de almacenamiento al aterrizar, la misma nave dará al piloto la opción de rematerializar la carga.

## Finalidad en misiones
La misión primaria de un dardo es recolectar humanos para las naves colmena. Normalmente son lanzados a través del Stargate o desde una nave mayor cuando son necesarios. Si alcanzan el lugar idóneo, usan sus rayos de transporte para recolectar tanta gente como puedan, la cual será posteriormente rematerializada en sus naves colmena o en otros lugares donde sea necesaria. Cada nave colmena tiene cientos de dardos que son lanzados durante una recolección o una batalla.
Si es necesario los dardos pueden también ser utilizados como cazas para luchar contra otras naves de tamaño similar o para atacar a objetivos más grandes en batallas de importancia. En batalla, usan sus armas de energía, pero también sus rayos de transporte. Estos rayos pueden ser usados para abducir enemigos que atacan desde tierra o para transportar soldados Wraith directamente sobre el objetivo enemigo. Esta táctica fue usada para diezmar el número de armas antiaéreas de Atlantis en "El Asedio, Parte 3" y para escanear un áreas presumiblemente por posibles formas de vida que puedan ser transportadas a bordo. Si su nave colmena es destruida durante un ataque, todos los dardos de la nave empiezan una ofensiva kamikaze contra objetivos hostiles en la zona.
- Datos: Q7887205